# Pterostichus basilaris
Pterostichus basilaris är en skalbaggsart som beskrevs av Mannerheim. Pterostichus basilaris ingår i släktet Pterostichus och familjen jordlöpare. Inga underarter finns listade i Catalogue of Life.